# Agriotes acuminatus
Agriotes acuminatus är en skalbaggsart som först beskrevs av Stephens 1830.  Agriotes acuminatus ingår i släktet Agriotes, och familjen knäppare. Arten har ej påträffats i Sverige.

## Bildgalleri

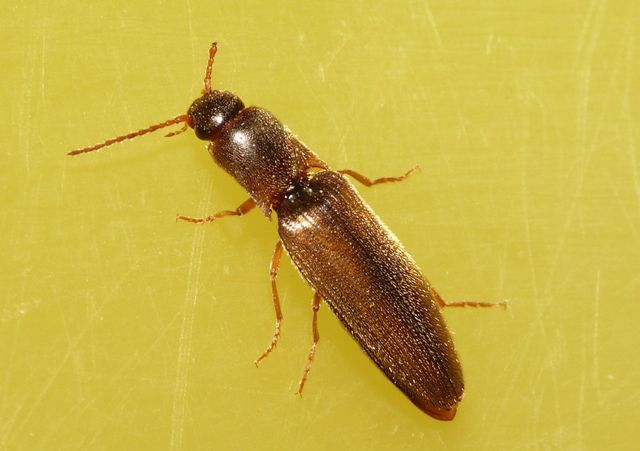